# Besleria symphytum
Besleria symphytum är en tvåhjärtbladig växtart som beskrevs av Johannes von Hanstein. Besleria symphytum ingår i släktet Besleria och familjen Gesneriaceae. Inga underarter finns listade i Catalogue of Life.